# Batalla del Lago Regilo
La batalla del lago Regilo fue un enfrentamiento militar semi-legendario entre la naciente República romana y los ejércitos de la Liga Latina, con una decisiva victoria de la primera.
La fecha de la batalla se desconoce. Dionisio de Halicarnaso la establece en 499 a. C., pero Tito Livio dice que sucedió en 496 a. C..

## Antecedentes
La ciudad latina de Crustumerium tomó la ciudad romana de Fidenas, Praeneste pasó a manos de la República y la guerra entre ambos pueblos se hizo inevitable. Apenas expiró la tregua entre romanos y latinos ambos pueblos empezaron a prepararse para luchar. Mientras los primeros estaban animados, los segundos lo hacían contra los deseos del populacho, carente de derechos políticos, y muchos de sus varones desertaron para unirse a los romanos, usualmente acompañados de sus familias, que los incorporaron a su ejército, a guarnecer sus fortalezas o asentarse en sus colonias. Para encarar la amenaza, el cónsul romano más viejo, Tito Verginio Tricosto Celiomontano nombró a su colega Aulo Postumio Albo dictador y éste, a su vez, otorgó a Tito Ebucio Helva su magister equitum. Luego se reclutaron a todos los romanos en edad militar y se dividió el ejército en cuatro cuerpos con Postumio, Ebucio, Verginio y Aulo Sempronio Atratino a la cabeza, quedando los dos últimos de Roma.

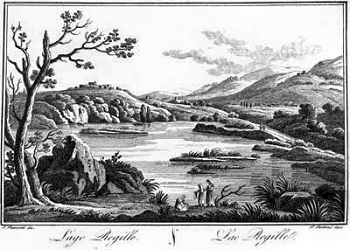
Grabado del lago Regilio.

Poco después de acabar los preparativos, le llegaron al dictador las noticias de sus exploradores que los latinos habían tomado por asalto el fuerte romano de Corbio, matando a toda la pequeña guarnición. En tanto que la población civil se había refugiado con sus esclavos y ganado en las fortalezas más cercanas a medida que avanzaban los latinos, que quemaban toda aldea al no encontrar suministros. Poco después se les unió un considerable ejército volsco procedente de Antium, cargado de armas y granos. Esto alarmó a Postumio, quien marchó de noche para aproximarse rápidamente al campamento enemigo a orillas del lago Regilio con el fin de no dar tiempo a los volscos de enviar más refuerzos. El cuerpo de agua estaba en territorio de la ciudad latina de Tusculum.
Los generales de los latinos, Octavio Mamilio, yerno del antiguo rey de Roma y rey de Tusculum, Lucio Tarquinio, y el hijo del depuesto monarca, Sexto Tarquinio, acamparon por separado, pero durante la noche celebraron un consejo con sus oficiales. Los romanos habían ocupado la cima de una colina, así que los oficiales latinos discutían si intentar asaltarla, inmovilizarlos con una zanja y dejar una pequeña guarnición para atacar Roma con el grueso del ejército o esperar más refuerzos volscos.
Entre tanto, el cónsul Verginio salió de Roma y marchando durante la noche acampó en otra colina cercana, aislando al enemigo, que tenía al dictador cortando sus caminos a la izquierda y al cónsul haciendo lo mismo a su derecha. Postumio envió a la caballería e infantería ligera a ocupar una tercera colina para cortar la ruta desde donde los latinos recibían sus suministros, ya escasos. Para esto envió a Ebucio, quien marchó de noche para conseguir la posición. Al entenderse aislados, Mamilio y Tarquinio decidieron expulsar a Ebucio de su colina antes de que reforzara su campamento con una zanja y empalizadas. Sexto intentó realizar un ataque por sorpresa con la caballería pero los romanos lograron rechazarlo, cargando repetidamente contra los romanos, hasta que entendió que el defensor, ubicado en altura, tenía toda la ventaja y se retiró. Tras esto, Postumio envió refuerzos a su lugarteniente.
Según Dionisio de Halicarnaso, Sexto y Mamilio decidieron que debían entablar una batalla decisiva lo antes posible, mientras que el dictador, ahora más confiado, estaba dispuesto a dárselas; además, gracias a que su caballería había capturado a muchos mensajeros volscos que habían intentando cruzar los caminos bloqueados, descubrió que este pueblo y los hérnicos habían reunido un poderoso ejército que venía en camino. Los romanos debían luchar lo antes posible, así que formaron y ocuparon la llanura entre su campamento y el latino; sus enemigos hicieron lo mismo. La versión de Tito Livio dice que al enterarse de la presencia de los Tarquinios en el ejército latino, los jefes romanos buscaron agresivamente la batalla y lucharon con gran determinación.

## Batalla

### Formaciones
Los latinos formaron de la siguiente manera: Sexto Tarquinio mandaba el ala izquierda, su hermano Tito el centro y Mamilio el flanco derecho. La caballería se dividió en tres cuerpos, dos en las alas y uno de reserva detrás del centro. En el lado romano, el flanco izquierdo estaba a las órdenes de Ebucio, mandaba el derecho Verginio y el centro Postumio. Los comandantes no estaban como estrategas dirigiendo sus ejércitos, sino luchando junto a sus soldados, lo que causaría que casi todos los nobles de ambos lados, salvo el dictador romano, terminaran heridos en alguna medida.
En esos momentos, los generales latinos empezaron a darles a sus soldados discursos que les inspiraran valor, así que el dictador, viendo el temor en sus tropas por su inferioridad numérica, se hizo rodear de senadores y les dijo que los augurios indicaban que la República sería libre y ellos tendrían una gran victoria luchando por aquello que habían defendido sus padres antes contra un enemigo que les hacia injustamente la guerra, pues deseaban imponerles el retorno de la tiranía de Tarquinio. Por eso, porque su causa era noble, los dioses les favorecerían y que ellos debían mostrar valor, pues la fortuna favorece a los que enfrentan peligros y pasan privaciones.

### Enfrentamiento

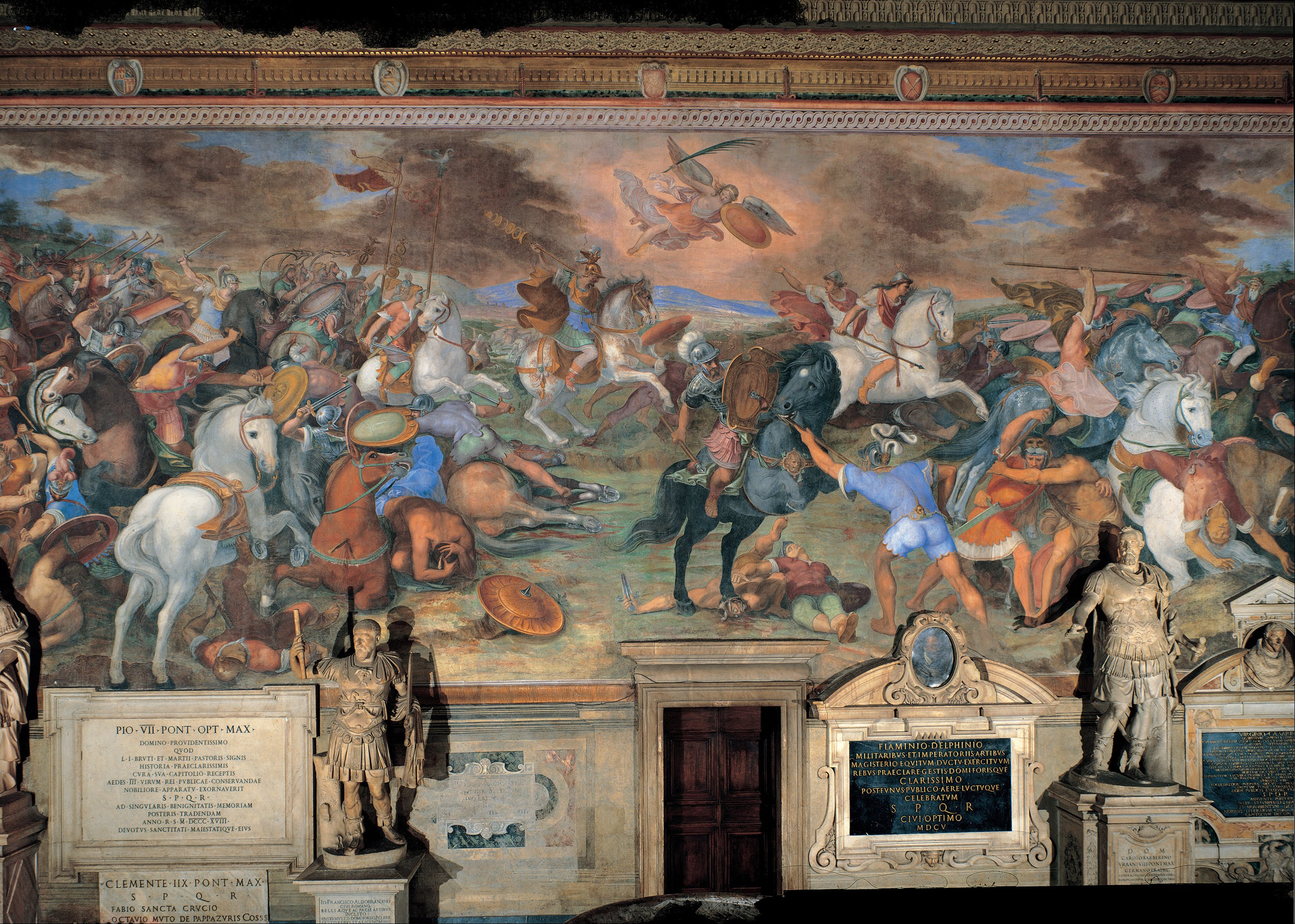
Representación de la batalla según Tommaso Laureti, 1584-1592.

En el centro, un cuerpo selecto de caballería que acompañaba al dictador hizo retroceder a sus rivales después de que Tito Tarquinio fuera herido en el hombro derecho por una jabalina. Los latinos que lo rodeaban lo tomaron y empezaron a retroceder lentamente hasta que Sexto llegó con un cuerpo de caballería formada por romanos monárquicos exiliados.
Entre tanto, Ebucio y Mamilio combatieron brillantemente a la cabeza de sus infantes hasta que desafiaron personalmente, hiriéndose gravemente el uno al otro hasta que Ebucio clavo su lanza en Mamilio, quien lo golpeo en el brazo derecho y ambos cayeron de sus monturas. Los dos fueron retirados del campo de batalla, el latino a la segunda fila y el romano al campamento, y el legado Marco Valerio Publícola asumió el mando de la izquierda romana, lanzándose al ataque y rápidamente haciendo retroceder al enemigo pero entonces llegaron jinetes e infantes ligeros que eran romanos exiliados junto a Mamilio, que se había recuperado de su herida y volvía montado. El legado cayó herido por una lanza en el choque. La lucha se centró en el cuerpo de Valerio, cuyos sobrinos, Publio y Marco, lucharon valientemente para recuperarlo y entregarlo a sus porteadores y enviarlo, aún respirando, de vuelta al campamento. Tal fue el coraje de los hermanos que murieron a manos de los exiliados después de recibir muchas heridas.
Livio dice que los exiliados romanos llegaron justo después de que Mamilio pasara a la segunda línea e instigados por aquel y mandados por Lucio Tarquinio, hijo del depuesto rey de Roma, los exiliados luchaban con saña, recordando que sus rivales les habían expulsado de su patria y les quitaron sus tierras. Fue cuando Valerio asumió el mando del sector y al ver a Lucio se lanzó contra él montado y con lanza en mano para ser el héroe que mató a un tirano. Lucio se refugió entre sus seguidores para evitar al enemigo y el legado fue herido y derribado.
Después de esto, la izquierda romana cedió mucho terreno y el centro empezaba a resquebrajarse. Postumio se enteró y decidió ayudarlos, primero, enviando al legado Herminio que pasará atrás de las líneas romanas con algunos jinetes para mandar a los soldados que huían dar media vuelta, y si se negaban matarlos, entre tanto, él mismo marchaba con lo mejor de su caballería, su guardia personal, al sector amenazado. Su carga fue tan fiera que los latinos no pudieron sostenerse y huyeron perdiendo muchos hombres. Esto permitió reconstruir la línea romana y los exiliados fueron destrozados, entonces Mamilio tomó algunas tropas de reserva e intento salvar la situación. Además, Herminio consiguió controlar a los que huían y formando un gran cuerpo volvieron al combate contra Mamilio, fácilmente distinguible por sus atuendos. Fue entonces que el general latino y el legado entablaron combate singular, muriendo el latino atravesado por la lanza de Herminio, que había cargado contra él, pero el legado fue alcanzado un instante después y murió. Postumio ordenó a los caballeros desmontar para ayudar a los exhaustos infantes, lo que fue obedecido. Al ver que los jóvenes nobles corrían el mismo riesgo, los soldados vieron restaurado su valor y forzaron a los latinos a ceder definitivamente. Los caballeros montaron para perseguir a los vencidos y los infantes les siguieron. En esos momentos, el dictador prometió erigir un templo a Cástor y recompensas al primer y segundo soldado que entraran al campamento enemigo.
Por su parte, la derecha latina de Sexto resistía y hacia retroceder a los romanos en su sector. Sin embargo, al final vio aparecer a Postumio que lo atacó por la retaguardia y Tarquinio entendió de la derrota del resto del ejército, quedando su ala rodeada. Dando todo por perdido, Sexto ordenó atacarlos con todos los proyectiles que tenían y lideró una carga en que luchó como bestia salvaje hasta que lo mataron. Después de la pérdida de sus líderes, se produjo la desbandada de los latinos, cuyo campamento fue abandonado por su guarnición y saqueado por los vencedores, que entraron tras una primera embestida.
Según los historiadores Cneo Gellio y Gayo Licinio Macro, Tarquinio el Soberbio, a sus noventa años, luchó montado a caballo en la batalla, en el centro de la línea latina. Livio dice que Postumio, en cuanto vio al antiguo rey, lo atacó e hirió, forzando a sus compañeros a rescatarlo.

## Consecuencias

### Dioscuros

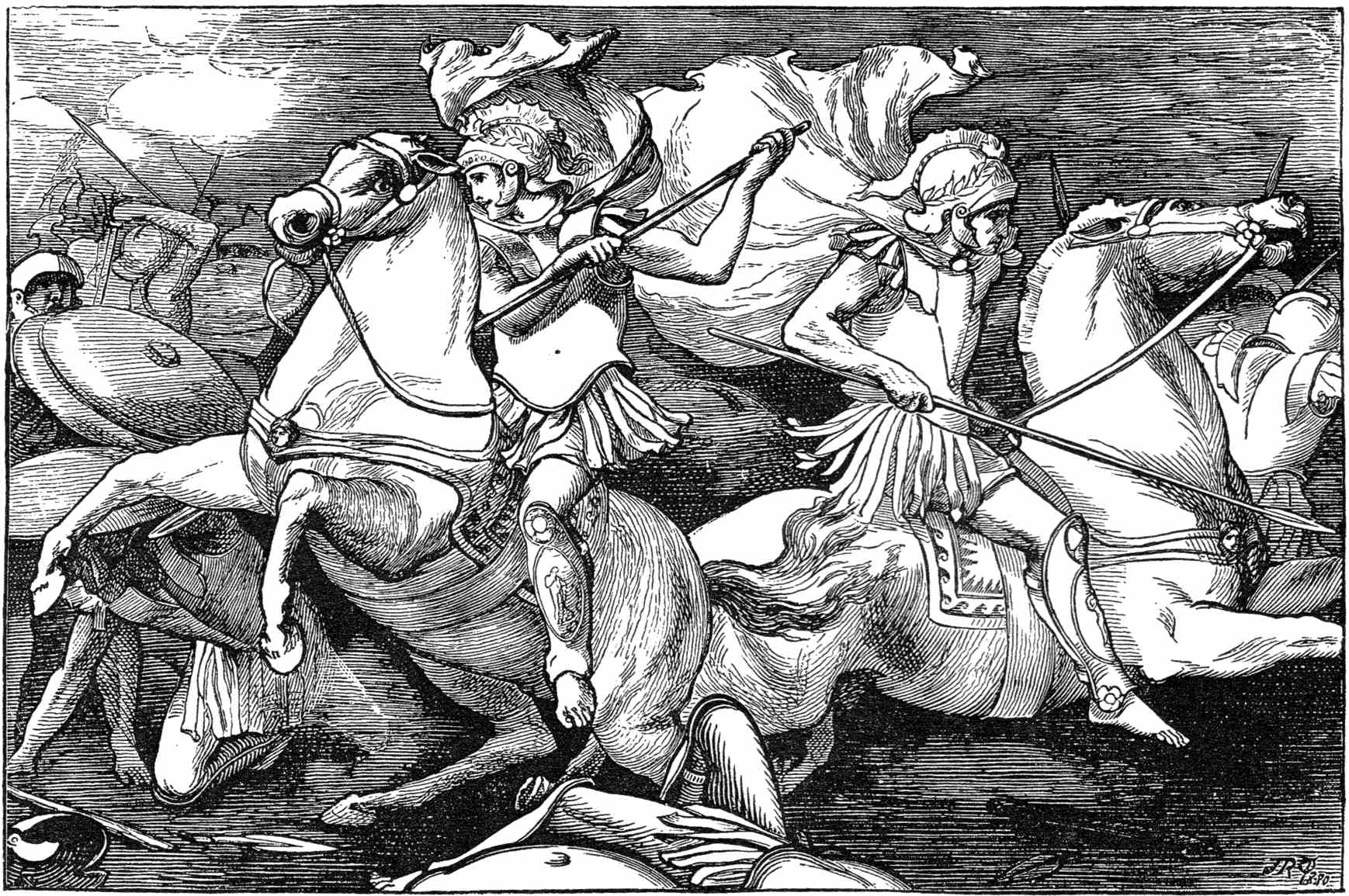
Grabado de 1880 representando a Cástor y Pólux en la batalla, por John Reinhard Weguelin.

Se dice que cuando Postumio y sus caballeros luchaban contra los latinos aparecieron dos jinetes que sobresalían por su belleza y estatura, quienes cargaron contra los enemigos, matando a los que encontraban. Y después de la huida de los latinos y la captura de su campamento nuevamente aparecieron, esta vez en el Foro con el semblante de la batalla y sus caballos sudando. Cuando empezaron a lavar a sus caballos en la fuente que estaba frente al templo de Vesta, un grupo de personas les preguntó cómo había ido el combate y éstos relataron la manera en que se ganó la batalla. Después que abandonaron el Foro no volvieron a ser vistos, aun cuando Sempronio mandó a buscarlos por todas partes. Al día siguiente, cuando le llegaron las cartas con las noticias al dictador, este concluyó que las divinidades Cástor y Pólux habían intervenido en su favor. Debido a esto se erigieron numerosos templos en su honor en toda la ciudad, incluyendo uno frente al Foro, en el lugar donde fueron vistos, y la fuente que usaron se empezó a considerar sagrada, celebrándose fiestas y sacrificios en su honor.

### Llegada de los volscos

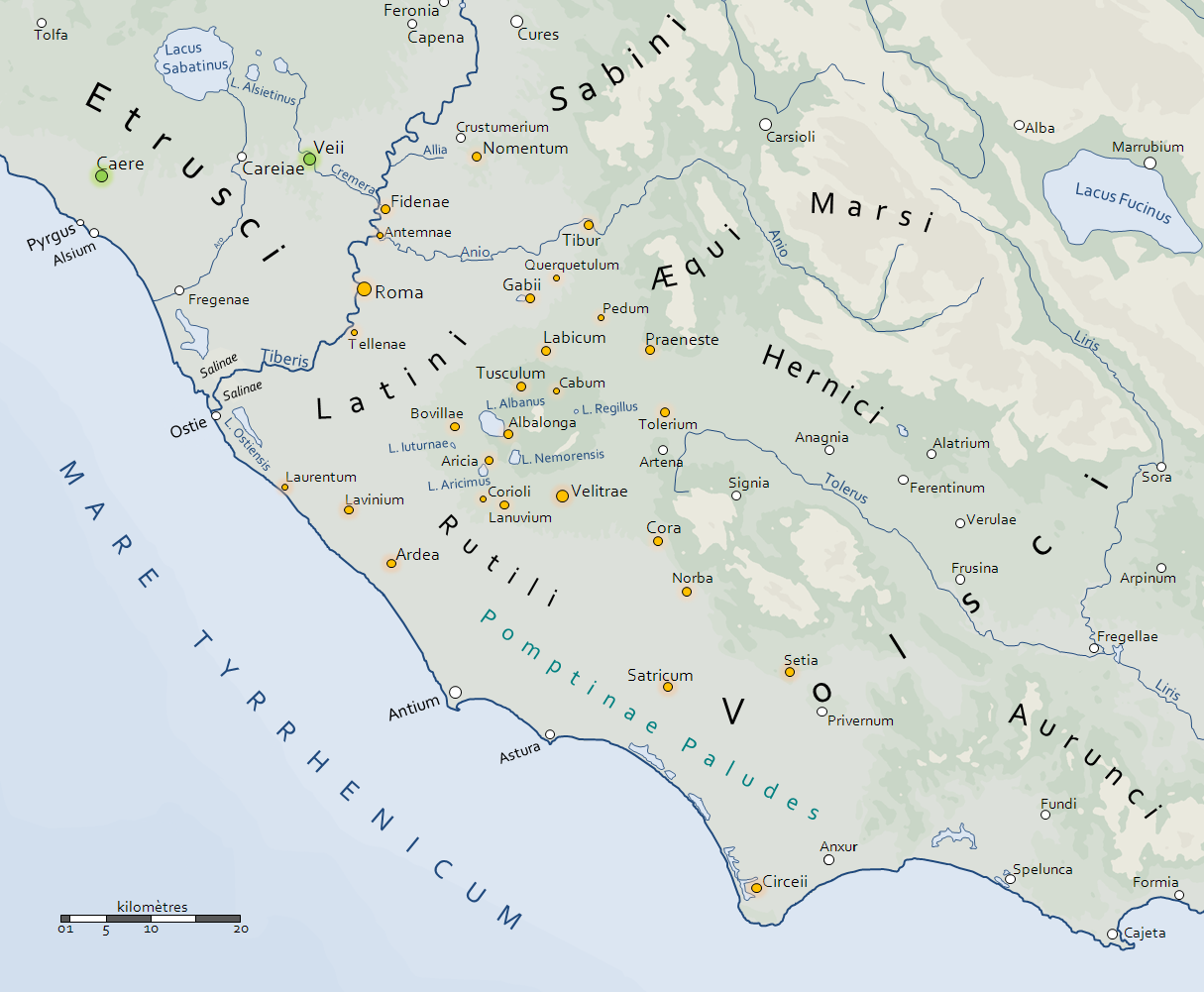
Mapa de la Liga Latina después de la batalla, con las ciudades miembros en naranja.

Postumio acampó en el campo de batalla y al día siguiente premio a los hombres que destacaron por su valor, designar guardias para vigilar a los prisioneros y hacer sacrificios a sus dioses. Fue en esas ceremonias cuando le avisaron de que un gran ejército de volscos se aproximaba. Este pueblo, sin haber entrado en hostilidades abiertas con Roma, había recaudado impuestos para ayudar a los latinos, pero no se había movilizado a tiempo para unir fuerzas.
El dictador mandó a todos sus soldados entrar al campamento y permanecer con sus unidades hasta que les dijeran qué hacer. Los volscos estaban llegando a la zona y empezaron a encontrar los numerosos cadáveres, enterándose de lo sucedido por los numerosos prófugos que había por ahí. Algunos oficiales querían asaltar el campamento romano, sabiendo que el enemigo estaba agotado y sus filas estaban mermadas por los muertos y heridos. En cambio, otros no deseaban atacar a un ejército que acababa de derrotar a sus aliados y en caso de perder no tenían donde buscar refugio. Un tercer grupo propuso construir un campamento seguro y pedir refuerzos a su gente por considerar muy riesgoso intentar el asalto pero vergonzoso retirarse.
Finalmente, los volscos decidieron enviar embajadores a espiar el campamento romano bajo la coartada de desear felicitar a Postumio por la victoria, tratando de ganarse su amistad para que les mostraran el lugar. Así, seleccionaron a los supuestos embajadores y los enviaron al campamento enemigo, donde los recibió una asamblea de jefes romanos. Pero el dictador les acusó de desear espiarlos y ser enemigos de Roma. Los embajadores lo negaron pero éste les mostró las cartas capturadas a los generales latinos, lo que provocó que los soldados romanos los arrestaran pero su comandante ordenó liberarlos por magnanimidad. Después de calmar a la tropa, Postumio les dio una guardia de jinetes a los embajadores para regresar con su ejército, luego ordenó prepararse para la batalla pero los volscos levantaron su propio campamento y se retiraron a su país.
Al año siguiente, en el consulado de Apio Claudio Sabino y Publio Servilio Prisco Estructo, llegaron las noticias que Tarquinio el Soberbio murió en Cumae, en la corte del rey Aristodemo. Esto produjo muchos festejos entre los patricios pero para la plebe fue cada vez más obvio que eran ellos sus nuevos opresores. Los cónsules dirigieron sus ejércitos contra los volscos, devastando su territorio, rindiendo las ciudades de Cora y Pomecia y exigiendo 300 rehenes nobles.
Después del golpe inicial, los volscos movilizaron a sus guerreros y se aliaron con los hérnicos e instigaron a los latinos a unírseles, pero estos últimos, agotados tras la derrota, informaron los planes de guerra de los volscos a Roma. Se les recompensó liberando a los prisioneros tomados en la batalla. Este acto permitió una unión mucho más estrecha entre la Liga latina y la República romana.

### Antiguas
- Dionisio de Halicarnaso. Antigüedades romanas. Libros 5 y 6. Digitalización en UChicago. Traducción griego-inglés por Earnest Cary, Harvard University Press, Loeb Classical Library, 1945 y 1947 respectivamente.
- Tito Livio. Historia de Roma. Libro 2. Digitalizado por Perseus.  Basado en traducción latín-inglés por William Heinemann, Cambridge: Harvard University Press, 1919.

### Modernas
- Grant, Michael (1993). The History of Rome. Faber and Faber. ISBN 0-571-11461-X.
- Drago, Massimo (2013). "The battle of Lake Regillus". Ancient Warfare magazine. Vol. VII, Núm. 3, pp. 18-23. Karwansaray Publishers. ISSN 2211-5129.